# Valentin Hegol
Valentin Hegol (Osijek, 11. siječnja 1984.) je hrvatski glazbeni producent, skladatelj, tekstopisac i DJ, poznat po svom radu u različitim glazbenim žanrovima, uključujući pop, dance, RnB, rap i klasičnu glazbu. Živi i stvara u Zagrebu.

## Karijera
Valentin Hegol svoju glazbenu karijeru započeo je sa 16 godina kao DJ pod umjetničkim imenom DJ LoveSong, nastupajući i stvarajući glazbu za razne prigode i događanja. U dobi od 24 godine započinje vlastitu glazbenu produkciju, isprva fokusiranu na izradu instrumentalnih podloga, a kasnije i na cjelovite pjesme s vokalima.
Njegov prvi značajniji projekt bila je suradnja s mladom glazbenicom iz Osijeka, Dorom Vestić, s kojom je snimio pjesmu "Smiješi se". U suradnji s Dorom nastalo je još nekoliko singlova, uključujući i Božićne pjesme koje su bile vrlo dobro prihvaćene kod publike.
Nakon toga surađivao je s pjevačicom Erikom Crnković, s kojom je također snimio niz pjesama, uključujući i Božićni singl.
Jedan od značajnijih trenutaka u karijeri bila je suradnja s izvođačima Shomy-em i Vukiem na pjesmi "Tvoja ljubav", koja je postala hit i stekla veliku popularnost među publikom.
Od 2018. godine djeluje pod nazivom Valentin Production, pod kojim objavljuje sve svoje autorske i produkcijske projekte.
Valentin se ističe svojom svestranošću i radom u različitim glazbenim žanrovima, od rapa i RnB-a, preko dance i pop glazbe, pa sve do klasičnih skladbi. Kroz karijeru je surađivao s brojnim glazbenicima, uključujući:
- Dora Vestić
- Erika Crnković
- Shomy
- Vuky
- Shorty
- Berny
- Vex
- Robert Dolovčak
- Choky
- Ivana Mazal
- Kristijan Ordulj   i mnogi drugi.

## Diskografija
Tijekom svoje karijere snimio je više albuma s raznim suradnjama, a 2025. godine izdao je svoj prvi samostalni album "Znaj, trebam te", koji izlazi krajem ljeta iste godine. Album sadrži emotivne ljubavne pjesme i predstavlja njegov autorski rad u punom smislu.
Tijekom 2025. godine aktivno objavljuje i singlove s Remix albuma, na kojem reinterpretira domaće hitove u vlastitom produkcijskom stilu. Neki od najpoznatijih remixeva su:
- Vraćam se Zagrebe tebi
- Tvoja zemlja
- Moja domovina
- Otišo je s mirisima jutra
- Malo mi je jedan život s tobom
- Pamtim samo sretne dane
- Skitnica
- Šta ti značim ja
- Ne diraj moju ljubav
- i mnogi drugi.

Valentin ističe da njegov glazbeni put proizlazi iz iskrene ljubavi prema glazbi i želje da radi ono što ga ispunjava i čini sretnim.

## Vanjske poveznice
- YouTube kanal: https://www.youtube.com/@ValentinProduction1984
- Facebook profil: https://www.facebook.com/valentin.djlovesong/

1. ↑  Valentin Hegol. YouTube (engleski). Pristupljeno 2. srpnja 2025.